# 马特乌什·斯库特尼克
马特乌什·J.斯库特尼克 （Mateusz Skutnik，1976年7月26日—），为一名波兰美术设计师、游戏开发者，毕业于格但斯克工业大学建筑系；是多部绘本及漫画的作者。代表作有Rewolucje、 《布拉基》（Blaki）和Morfolaki。
斯库特尼克曾与卡罗尔·肯温斯基一同创立了蜡笔游戏并制作了数个flash游戏系列。常见的有《戰境疑雲》（Covert Front）、《迷雾詭地》（The Fog Fall）、《日魘鎮》（Daymare Town）、《10个小矮人》(10 Gnomes)、《高端機器》（Submachine）、奧羅拉(Aurora)等。

## 主要作品

### 绘本
- 《布拉基》 - 2005年10月 - ISBN 83-922963-0-3
- 《潘·布拉基》 - 2007年1月 - ISBN 83-240-0868-3
- 《布拉基·帕斯基》（Blaki. „Paski"） - 2008年 - ISBN 978-83-60915-19-6
- Morfolaki - 2007年10月 - ISBN 978-83-61081-07-4

### Flash游戏
- 《戰境疑雲》（Covert Front） - 共4部[10]，现已停止更新[11][12][13][14]
- 《迷雾詭地》（The Fog Fall） - 目前共4部
- 《日魘鎮》（Daymare Town） - 目前共7部[15]
- 《新年在哪裡？》（Where is…?） - 目前共6部[16]
- 《高端機器》（Submachine） - 目前共13部[17]

## 遊戲列表
- 《日魘鎮》系列（Daymare Town）：畫風單調清簡，以速寫筆觸繪製，主線劇情為主角於一座荒漠中的棄城醒來，必致力於逃脫其中的過程。(遊戲為第一人稱視角)